# Saint-Remy-du-Nord

Saint-Remy-du-Nord este o comună în departamentul Nord, Franța. În 1 ianuarie 2022 avea o populație de 1.057 de locuitori.